# Улица Пирогова (Новосибирск)
Улица Пирого́ва — улица в Новосибирске, в Верхней зоне Академгородка (Советский район).
Начинается на перекрёстке с Университетским проспектом и улицей Ильича. Названа в честь выдающегося российского хирурга Н. И. Пирогова.

## Строения
В начале улицы располагаются оба корпуса НГУ (улица Пирогова, 1 и 2) и Новосибирская ФМШ (современный адрес — ул. Ляпунова, д. 3, ранее — ул. Пирогова, д. 11/1). Большая часть зданий студенческого городка НГУ также относится к улице Пирогова. Дальше, в сторону микрорайона «Щ», располагается Центральная клиническая больница (ЦКБ) СО РАН.